# W (tijdschrift)
W is een maandelijks gepubliceerd Amerikaans modetijdschrift dat als een van de meest prestigieuze modebladen in de Verenigde Staten van Amerika wordt beschouwd. W wordt voornamelijk bekostigd door de peperdure haute-couture-modehuizen en exclusieve merken als Gucci en Chanel die daar advertenties voor hun producten in plaatsen. W is een blad voor de (vrouwelijke) elite en wordt vaak vergeleken met bladen als Vogue en Vanity Fair. Ook een vergelijking met het blad The New Yorker is een veel gehoorde.
Dit reusachtige tijdschrift is negen duim breed en dertien duim lang. Het kan buiten New York en andere grote Amerikaanse steden moeilijk verkregen worden. Het modeblad is exclusief en wordt slechts in beperkte oplage gedrukt en zal nooit lokaal worden verspreid. W wordt gepubliceerd door Condé Nast Publications en Patrick McCarthy is de directeur en tevens hoofdredacteur van het blad. Zijn maandelijkse editorial is op de cover van het blad te vinden.